# Меканік-Фоллс (Мен)
Меканік-Фоллс (англ. Mechanic Falls) — місто (англ. town) в США, в окрузі Андроскоґґін штату Мен. Населення — 3107 осіб (2020).

## Географія
Меканік-Фоллс розташований за координатами 44°5′23″ пн. ш. 70°10′20″ зх. д. / 44.08972° пн. ш. 70.17222° зх. д. (44.089594, -70.172185).  За даними Бюро перепису населення США в 2010 році місто мало площу 92,03 км², з яких 88,44 км² — суходіл та 3,60 км² — водойми.

## Демографія
Згідно з переписом 2010 року, у місті мешкали 36 592 особи в 15 267 домогосподарствах у складі 8622 родин. Густота населення становила 398 осіб/км².  Було 16731 помешкання (182/км²).
Расовий склад населення:
| - 86,6 % — білих - 8,7 % — чорних або афроамериканців - 1,0 % — азіатів - 0,4 % — корінних американців |

До двох чи більше рас належало 2,6 %. Частка іспаномовних становила 2,0 % від усіх жителів.
За віковим діапазоном населення розподілялося таким чином: 22,1 % — особи молодші 18 років, 62,4 % — особи у віці 18—64 років, 15,5 % — особи у віці 65 років та старші. Медіана віку мешканця становила 37,4 року. На 100 осіб жіночої статі у місті припадало 92,6 чоловіків;  на 100 жінок у віці від 18 років та старших — 90,0 чоловіків також старших 18 років.
Середній дохід на одне домашнє господарство  становив 50 132 долари США (медіана — 37 500), а середній дохід на одну сім'ю — 60 913 долари (медіана — 51 469). Медіана доходів становила 42 592 долари для чоловіків та 31 849 доларів для жінок. За межею бідності перебувало 23,1 % осіб, у тому числі 38,0 % дітей у віці до 18 років та 12,0 % осіб у віці 65 років та старших.
Цивільне працевлаштоване населення становило 17 323 особи. Основні галузі зайнятості: освіта, охорона здоров'я та соціальна допомога — 28,2 %, роздрібна торгівля — 13,1 %, виробництво — 12,1 %.